# شيربادونغ
شيربادونغ (بالإنجليزية: Scherbadung)‏ هو أحد جبال سلسلة جبال الألب ليبونتيني ويقع في كانتون فاليز في سويسرا. يحتل المرتبة رقم 130 في قائمة جبال سويسرا من حيث الارتفاع، إذ يبلغ ارتفاعه حوالي 3211 متر، بينما يبلغ ارتفاع نتوء الجبل 716 متر، هذا وقد سجل أول وصول لقمة الجبل عام 1886.